# Phoenix Ghost
Phoenix Ghost — тактичний дрон, розроблений для потреб війни в умовах рівнинної місцевості, які дуже близькі до умов сьогоднішньої війни на Донбасі. Систему розробили повітряні сили США і виробляє їх Aevex Aerospace. Цей дрон подібний до Switchblade. Хоча його також можна використовувати для отримання зображення місцевості, його основне призначення — напад. Дрон дієвий проти середньоброньованих наземних цілей, може злітати вертикально і літати понад шість годин, а також придатний для нічного використання завдяки наявності інфрачервоних давачів.
Прес-секретар Пентагону Джон Кірбі сказав, що розроблення дронів розпочалось ще до початку вторгнення в Україну 24 лютого.
20 українських військових розпочали опанування цього безпілотника 1 травня 2022 року.

## Користувачі
СШАПовітряні сили США
 УкраїнаЗбройні сили України (доставлено понад 120 систем), 4 листопада 2022 США оголосили про новий пакет допомоги, який мав містити 1100 цих БПЛА.